# Jim Fregosi
James Louis Fregosi (San Francisco, California, 4 de abril de 1942-Miami, Florida, 14 de febrero de 2014), más conocido como Jim Fregosi, fue un jugador profesional estadounidense de béisbol que se desempeñó en la posición de campocorto en las Grandes Ligas de Béisbol (MLB). Es poseedor de un Guante de Oro.

## Carrera
Fregosi jugó como profesional once temporadas en Los Angeles Angels (1961-1971), después pasó a New York Mets (1972-1973), luego a Texas Rangers (1973-1977), posteriormente a Pittsburgh Pirates, donde jugó dos temporadas (1977-1978), y fue el equipo en el que se retiró.

## Premios
Fue galardonado con el Guante de Oro en una oportunidad (1967).